# Szulejman Sztalszkij járás
A Szulajman Sztalszkij járás (oroszul: Сулейман-Стальский район) Oroszország egyik járása Dagesztánban. Székhelye Kaszumkent. Népességét szinte kizárólag lezgek alkotják. Elnevezését 1969-ben kapta Szulejman Sztalszkij lezg költő után, ezt megelőzően Kaszumkenti járásnak hívták. 

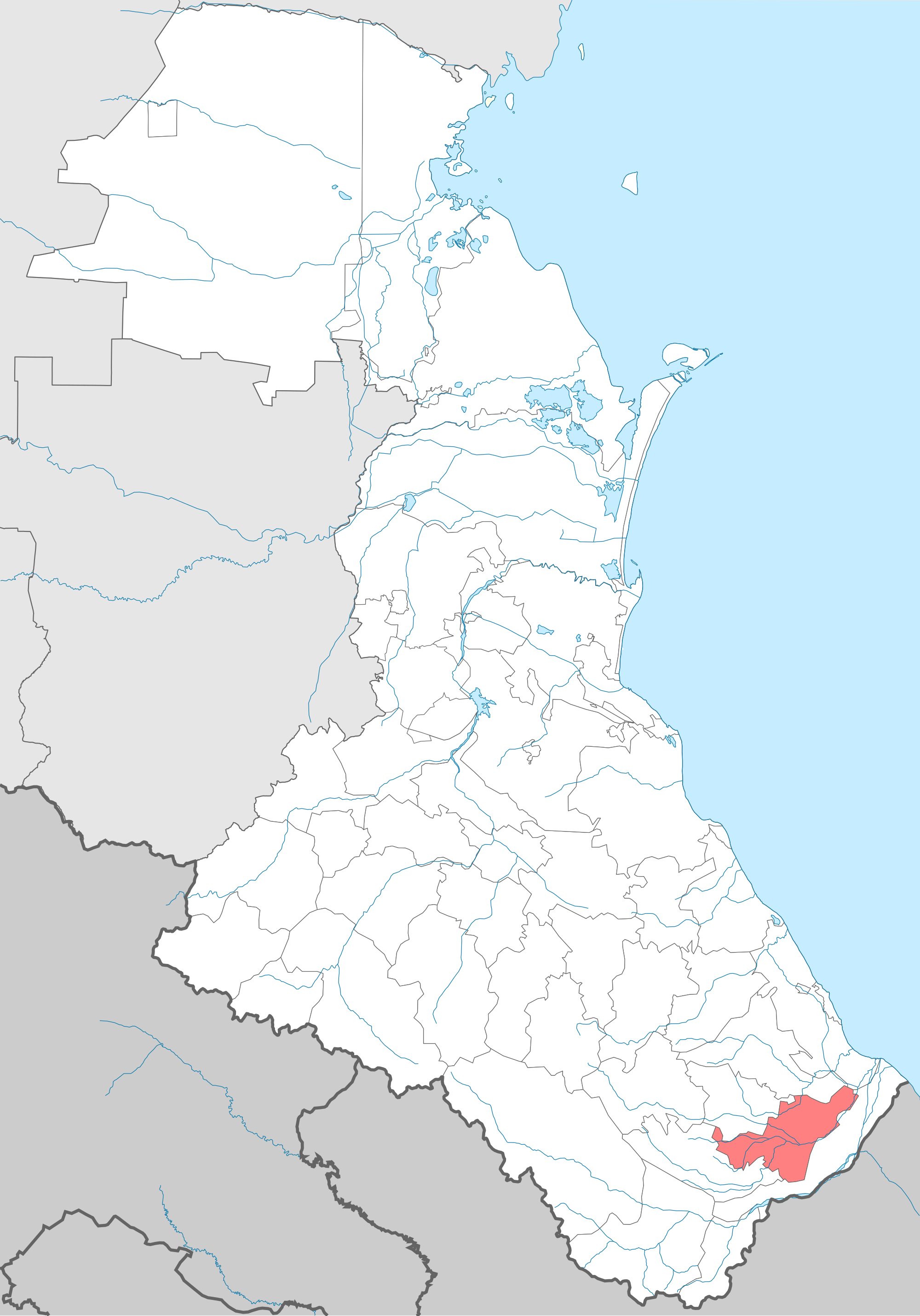
A Szulejman Sztalszkij járás Dagesztánban

## Népesség
- 1989-ben 32 676 lakosa volt, melyből 32 254 lezg (98,7%), 170 tabaszaran, 95 orosz, 51 rutul, 25 lak, 23 azeri, 17 agul, 5 avar, 5 kumik, 3 csecsen, 1 dargin.
- 2002-ben 54 036 lakosa volt, melyből 53 824 lezg (99,6%), 100 orosz, 34 tabaszaran, 9 dargin, 8 agul, 8 azeri, 7 lak, 6 kumik, 4 avar, 3 csecsen, 2 rutul.
- 2010-ben 58 835 lakosa volt, melyből 58 012 lezg (98,6%), 112 orosz, 110 tabaszaran, 62 rutul, 28 agul, 23 azeri, 17 lak, 15 dargin, 4 avar, 4 kumik, 1 csecsen.